# Shiri Appleby

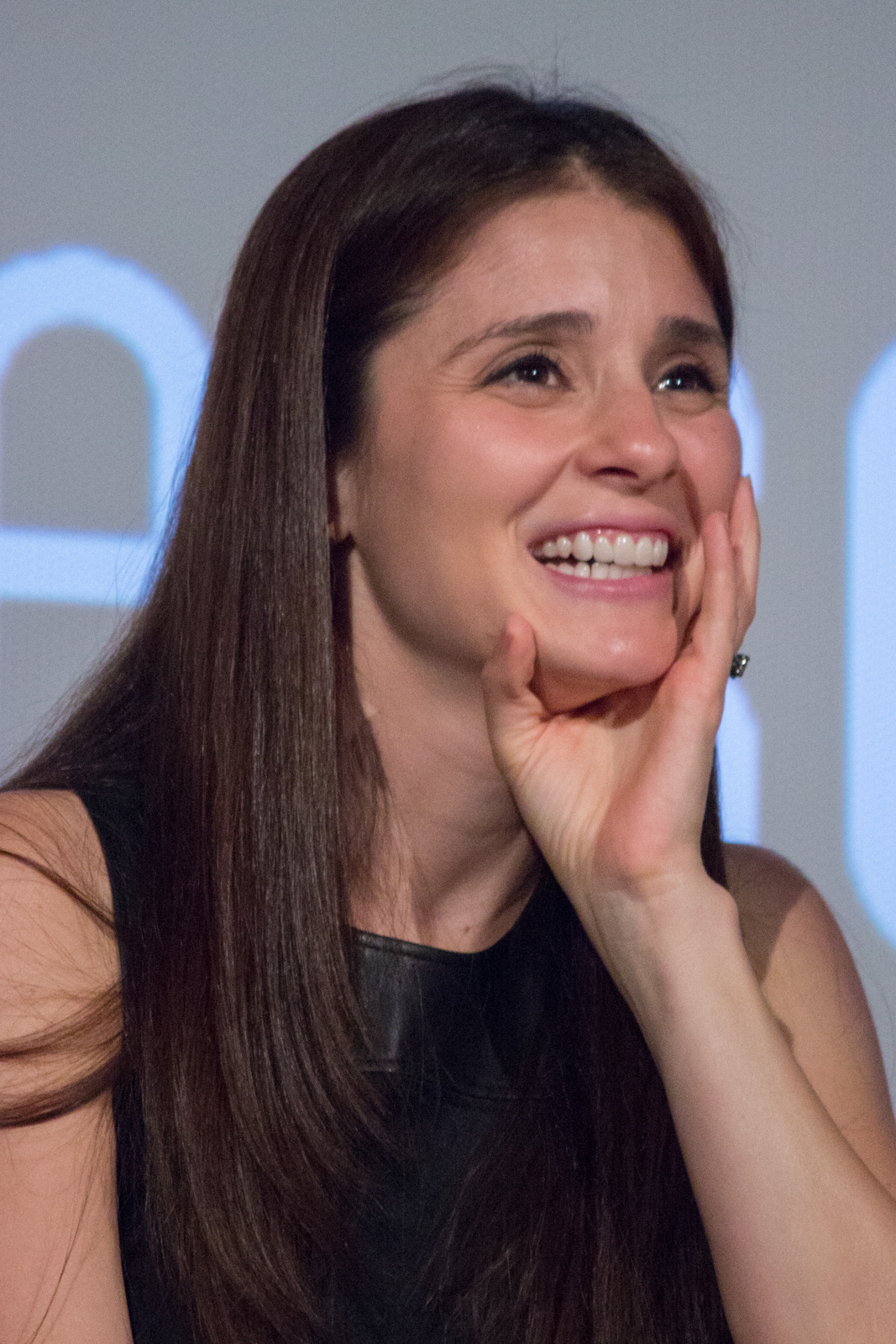
Shiri Appleby (2014)

Shiri Freda Appleby (* 7. Dezember 1978 in Los Angeles) ist eine US-amerikanische Schauspielerin.

## Leben
Shiri Appleby wurde als Tochter von Jerry und Dina Appleby geboren. Ihr Vorname kommt aus dem Hebräischen und bedeutet übersetzt „Mein Lied“.
Sie stand schon mit 4 Jahren für ihre ersten Werbespots vor der Kamera, unter anderem für M&M’s und Taco Bell.
Ihre erste richtige Rolle war 1984 ein Auftritt in der amerikanischen Seifenoper California Clan, ihr Filmdebüt gab sie 1988 in dem Low-Budget Streifen Curse II – The Bite.
Bekannt wurde sie durch die Hauptrolle der Fernsehserie Roswell, in der sie die Rolle der Liz Parker verkörperte. Sie ist in einigen Musikvideos zu sehen, unter anderem im Bon-Jovi-Video “It’s my Life”.
Nachdem Roswell abgesetzt worden war, spielte Appleby in verschiedenen Kinofilmen mit. Sie spielte neben Jesse Bradford und Erika Christensen die Hauptrolle in dem Teenie-Thriller Swimfan sowie in den Filmen Havoc (mit Michael Biehn, Bijou Phillips und Anne Hathaway), Undertow (mit Kristen Stewart und Jamie Bell) When Do We Eat? und What Love Is (Cuba Gooding junior, Matthew Lillard und Anne Heche) mit. Sie hatte außerdem im Jahre 2006 in dem Drama Six Degrees eine wiederkehrende Gastrolle. Appleby spielte neben Tom Hanks, Julia Roberts und Philip Seymour Hoffman in dem im Februar 2008 erschienenen Film Der Krieg des Charlie Wilson mit. Im selben Jahr trat sie in der Serie To Love and Die als Protagonistin auf.
In der 15. und letzten Staffel von Emergency Room wirkt Appleby als Praktikantin Daria mit. In der ersten Staffel hatte sie zudem einen Kurzauftritt als Patientin.
2010 übernahm sie eine der Hauptrollen in der Serie Life Unexpected – Plötzlich Familie, die für zwei Staffeln vom amerikanischen Network The CW ausgestrahlt wurde.
2012 war sie in der erfolgreichen Web Show Dating Rules from My Future Self als Lucy zu sehen. Außerdem übernahm sie Gastrollen in den TV-Serien Franklin & Bash sowie Chicago Fire. Seit 2015 verkörpert sie neben Constance Zimmer die Rachel Goldberg in der Lifetime-Serie UnREAL. Auch hatte sie eine Nebenrolle in der Serie Code Black inne.
Im Juli 2012 verlobte sich Appleby nach zwei Jahren Beziehung mit ihrem Freund Jon Shook. Das Paar hat eine Tochter (* 2013) und einen Sohn (* 2015). Mittlerweile sind die beiden verheiratet.

## Filmografie (Auswahl)

### Fernseh-Auftritte
- 1985: California Clan (Santa Barbara, Folge 1359)
- 1988: Unter der Sonne Kaliforniens (Knots Landing, 2 Folgen)
- 1993: Doogie Howser, M.D. (Folge 4x19)
- 1994, 2008–2009: Emergency Room – Die Notaufnahme (ER, 10 Folgen)
- 1997: Baywatch – Die Rettungsschwimmer von Malibu (Baywatch, Folge 7x18)
- 1997: Eine himmlische Familie (7th Heaven, Folge 2x07)
- 1998: Xena – Die Kriegerprinzessin (Xena: Warrior Princess, 2 Folgen)
- 1999: Beverly Hills, 90210 (Folge 9x22)
- 1999–2002: Roswell (61 Folgen)
- 2006–2007: Six Degrees (6 Folgen)
- 2010–2011: Life Unexpected – Plötzlich Familie (Life Unexpected, 26 Folgen)
- 2011: Royal Pains (Folge 3x03)
- 2012: Franklin & Bash (2 Folgen)
- 2012: Chicago Fire (7 Folgen)
- 2013–2014: Girls (4 Folgen)
- 2013: Law & Order: Special Victims Unit (Folge 15x08)
- 2014: Elementary (Folge 2x18)
- 2015–2018: UnREAL (38 Folgen)
- 2015–2016: Code Black (4 Folgen)
- 2019: Law & Order: Special Victims Unit (1 Folge)
- 2021–2022: Roswell, New Mexico

### Kinofilme
- 1988: Curse II, The Bite
- 1999: Ein teuflischer Pakt (Deal of a Lifetime)
- 1999: The 13th Floor – Bist du was du denkst?
- 2000: A Time For Dancing
- 2002: Swimfan
- 2003: Die Schlachten von Shaker Heights
- 2004: Undertow – Im Sog der Rache (Undertow)
- 2004: Liliths Fluch
- 2005: Havoc
- 2005: Pizza und Amore
- 2006: I-See-You.Com
- 2007: What Love Is
- 2007: Der Krieg des Charlie Wilson (Charlie Wilson’s War)
- 2007: The Killing Floor
- 2013: All American Christmas Carol
- 2015: Devil’s Candy
- 2023: Your Place or Mine